# American Surety Building
El American Surety Building (también conocido como Bank of Tokyo Building o 100 Broadway) es uno de los primeros rascacielos de Pine Street y Broadway en el Distrito Financiero de Manhattan en Nueva York, frente a la Iglesia de la Trinidad. El edificio, diseñado en estilo neorrenacentista por Bruce Price con una expansión posterior de Herman Lee Meader, tiene 118 metros de altura, con 23 o 26 pisos. Fue uno de los primeros edificios de Manhattan con estructura de acero y construcción de muro cortina.
Tiene una fachada de granito de Maine. Su articulación consta de tres secciones horizontales similares a los componentes de una columna, a saber, una basa, un fuste y un capitel, lo que lo convierte en uno de los primeros rascacielos de Nueva York en presentar dicho diseño. La fachada contiene varias características ornamentales, incluidos elementos escultóricos diseñados por J. Massey Rhind. Además, utiliza un esqueleto interior de acero estructural, así como una estructura de acero en voladizo para sus cimientos.
Fue construido entre 1894 y 1896 como una estructura de 21 pisos, que fue el segundo edificio más alto de Nueva York cuando se completó. Entre 1920 y 1922, se construyó un anexo según los diseños de Meader, aumentando el área de piso y agregando dos pisos al edificio. Un inquilino posterior, el Banco de Tokio, contrató a Kajima International para restaurar los 13 pisos inferiores entre 1973 y 1975. El edificio American Surety se convirtió en un Monumento Histórico de Nueva York en 1995.

## Sitio
El edificio American Surety está ubicado en el Distrito Financiero del Lower Manhattan, adyacente a Broadway al oeste y Pine Street al norte, con Wall Street a menos de una cuadra al sur. El edificio está adyacente a la Iglesia de la Trinidad, el cementerio de Trinity y los Trinity and United States Realty Buildings al oeste; el Equitable Building al norte; 14 Wall Street al este; y 1 Wall Street al sur. Las entradas a la estación Wall Street del metro de Nueva York, servidas por los trenes 4 y 5, están adyacentes al edificio.
El lote cubre aproximadamente 1.400 m², y mide 38 m en Pine Street y 37 m en Broadway. Ninguno de los lados es paralelo. El lote original, antes de la expansión del edificio de 1920-1922, medía 26 por 26 m.

## Diseño
El American Surety Building tiene 23 o 26 pisos de altura, [a] con una altura de 103 m. y fue diseñado por Bruce Price en estilo neorrenacentista. Una vez finalizado, el edificio American Surety tenía 21 pisos de altura con una altura de 94 o 95 m. Esto lo convirtió en el segundo edificio más alto de Nueva York, detrás del edificio de seguros de vida de Manhattan ahora demolido, una cuadra al sur, que se encontraba a 95 m.
En el momento del desarrollo del American Surety Building en la década de 1890, los nuevos edificios en Nueva York estaban comenzando a usar marcos de acero, y la tecnología de cimientos de cajones todavía era relativamente nueva. El American Surety Building fue el primer rascacielos de Nueva York en utilizar un esqueleto de acero completo. [b] El American Surety Building fue también uno de los primeros edificios en las esquinas cuya articulación consistía en tres secciones similares a los componentes de una columna (es decir, basa, fuste y capitel). El diseño inspiró los de otros rascacielos "torre" en los Estados Unidos a principios del siglo XX.

### Fachada
La fachada consta de granito de Maine con una base de 3 pisos, un eje de 12 pisos y un capitel de 6 pisos, con dos pisos de transición en los pisos 4 y 15. Un ático de dos pisos se encuentra por encima del piso 21. Las elevaciones de Broadway y Pine Street tenían siete tramos de ancho antes de que una expansión entre 1920 y 1922 llevara el edificio a 11 tramos en ambos lados. Price dijo que quería "diseñar una estructura monumental", y como tal pretendía que la fachada se asemejara a "un campanario con cuatro caras de pilastra, las siete flautas representadas por siete filas de ventanas". Las ventanas de los pisos superiores originalmente se empotraron progresivamente en 25 mm por piso, de modo que las ventanas del piso 20 se empotraron en 510 mm; esto permitió que la luz del sol iluminara los pisos superiores mientras utilizaba entasis para el efecto arquitectónico. Posteriormente, estas ventanas fueron reemplazadas por ventanas de guillotina. A diferencia de edificios anteriores como el Park Row Building, que normalmente solo tenía una fachada decorada, el American Surety Building tenía todas sus fachadas decoradas.

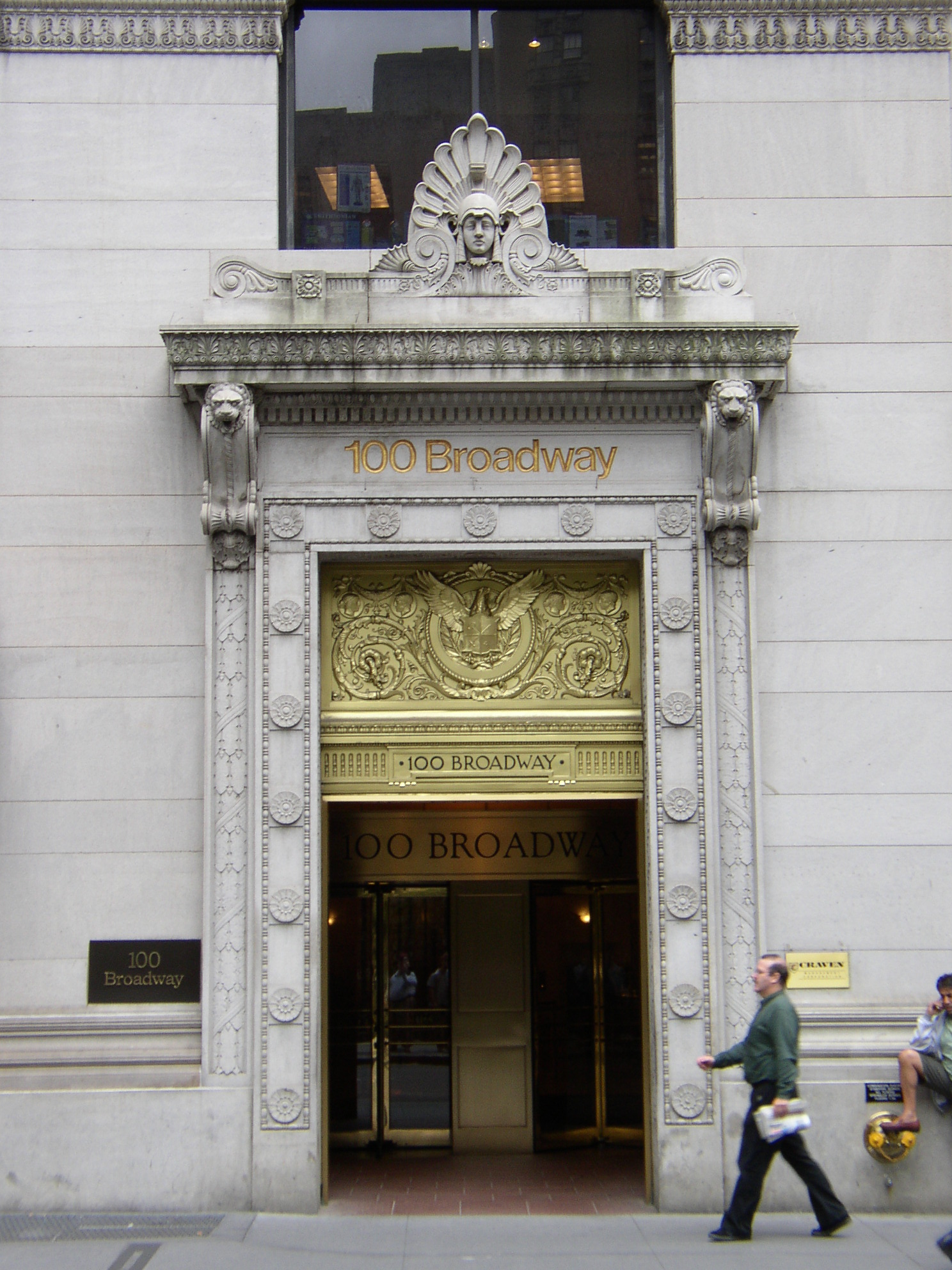
La entrada principal, ubicada en Broadway

La entrada principal está ubicada en Broadway y consta de una columnata de estilo jónico de dos pisos que sostiene un pórtico de siete tramos de ancho; este pórtico tenía cinco tramos de ancho antes de la expansión. Las ventanas del tercer piso sobre el pórtico están flanqueadas por seis figuras clásicas diseñadas por J. Massey Rhind. Se agregaron dos figuras más, en el mismo estilo que los originales de Rhind, en la expansión. En la parte superior de la columnata hay un elaborado friso. La fachada de Broadway también tiene una entrada a los pisos superiores en su extremo sur. En Pine Street, los dos pisos más bajos están sostenidos por pilares de dos pisos sobre un nivel freático de granito, que sostienen un entablamento que envuelve desde Broadway. Hay una entrada de servicio en el extremo este de la fachada de Pine Street, y las ventanas del tercer piso en esta fachada tienen marcos de ventanas salientes con paneles de enjuta de conexión. Un entablamento corre sobre el tercer piso en Pine Street y Broadway.
Las fachadas de los pisos intermedios contienen bandas horizontales ligeramente salientes. Un curso de banda corre sobre el cuarto piso en las fachadas de Broadway y Pine Street. Hay esculturas que se extienden a lo largo de los pisos 14 y 15, conectando los pisos intermedios con el piso 15 de transición. Los seis pisos superiores se trataron como una "tapa" con pilastras de estilo corintio formando una columnata; un parapeto entre los pisos 20 y 21 con metal dorado; y una gran cornisa de piedra que sobresale sobre el piso 21. El parapeto dorado original y las esculturas se quitaron en la expansión de 1920-1922, y se instaló una cornisa con anthemia encima del ático de dos pisos. La elevación sur de los pisos 20 y 21, del diseño original de Price, permanece parcialmente visible desde la calle.

### Fundación
El contratista Charles Sooysmith diseñó la base, que era una mezcla de rejas y cajones. Sooysmith fue uno de los primeros constructores en utilizar cajones neumáticos para los cimientos, habiéndolos utilizado en otros proyectos como el Manhattan Life Insurance Building. Los cajones se hundieron en lechos de piedra entre 22 y 24 m de profundidad, donde estaba situada la capa de lecho de roca. Cada cajón tenía 2,7 m de altura y estaba hecho de placas de acero de 13 mm de espesor. Un eje de acero con una sección transversal de 0,91 por 1,52 m se levantó de cada uno de los cajones y estaba coronado por un cilindro de 1,8 m de diámetro por 3 m de altura. El suelo subyacente se extrajo de los cajones y luego se rellenó con hormigón. Posteriormente se construyeron trece pilares de ladrillo alrededor de los ejes del cajón.
La estructura de acero interna del edificio está en voladizo sobre los pilares de los cimientos debido a la presencia de otras estructuras cercanas cuando se erigió el American Surety Building. La estructura interna se diseñó para estar completamente separada de los edificios circundantes y, por lo tanto, no se pudieron usar los medianeras. Se colocó una placa de acero sobre las puntas de mampostería de cada pilar. Sobre las placas se instaló una rejilla de vigas en I colocadas transversalmente. Se colocaron vigas de placas profundas sobre las rejas y los voladizos se extendieron hacia afuera desde estas vigas hasta el borde de la huella del edificio, donde sostenían las columnas de la superestructura. En el momento de la construcción del American Surety Building, ya se discutía la construcción de una línea de metro debajo de Broadway (que se convertiría en la Línea de la Avenida Lexington, servida por los trenes 4 y 5), y un representante del edificio dijo en 1897 que la fundación fue diseñado "con miras a resistir el efecto" de un túnel del metro.

### Características

#### Características estructurales

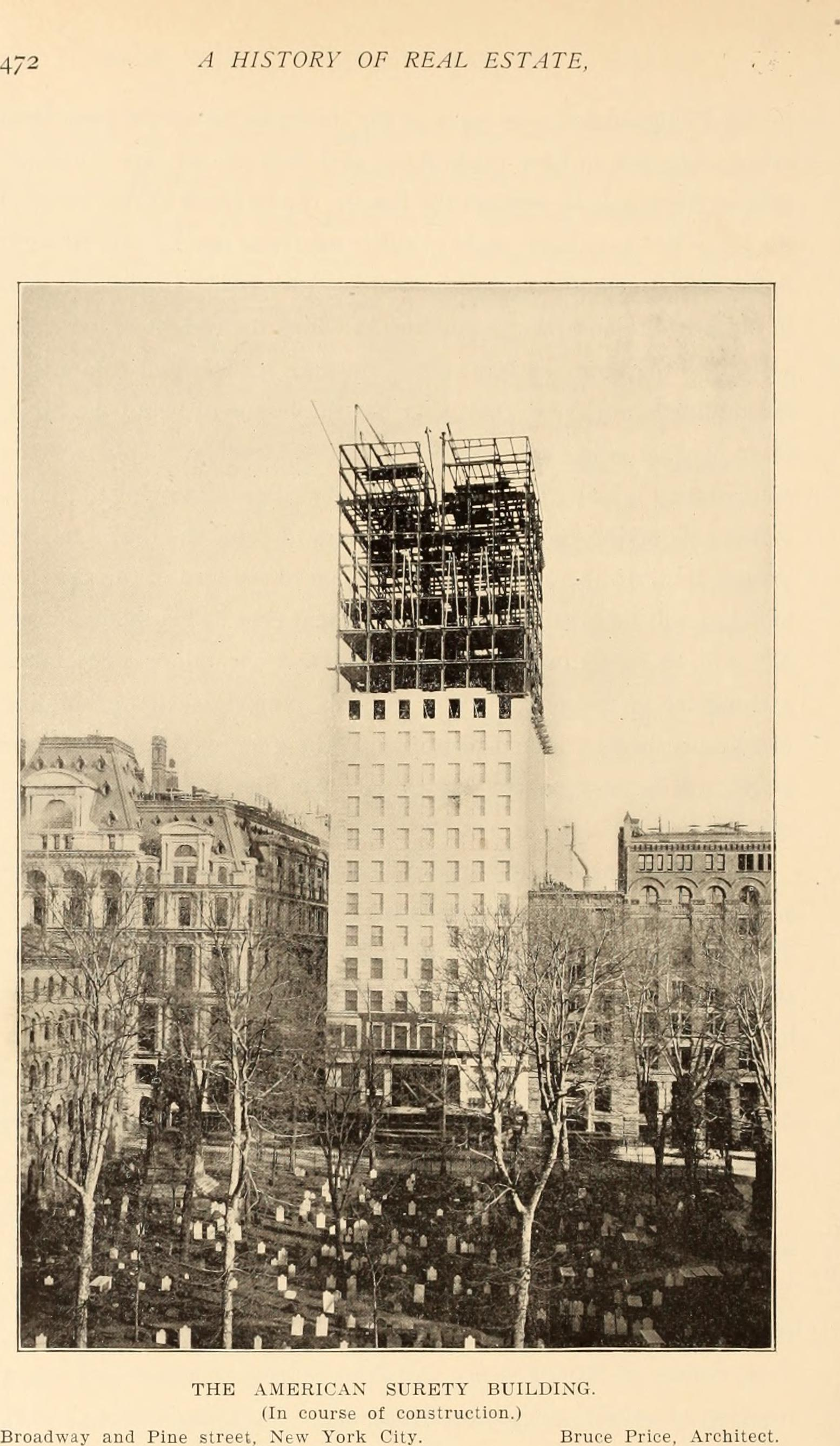
Construcción del American Surety Building

En el edificio se utilizaron 32 pilares estructurales, cada uno de los cuales transporta entre 530 y 1.161 toneladas. El edificio utilizó refuerzos de viento de portal, que podrían soportar vientos de al menos 132 km / h; esto se demostró durante enero de 1896, cuando el edificio fue sometido a esa velocidad del viento con mínima evidencia de oscilación. Las vigas de acero expuestas se cubrieron con baldosas ignífugas de 89 mm, mientras que los arcos del piso se hicieron con ladrillos refractarios de 250 mm. Los pisos mismos estaban hechos de arcos de ladrillo, hormigón y agregado de ceniza, y juntas de acero, revestidas con un acabado de mármol.
Las elevaciones norte y oeste eran muros cortina, al igual que las elevaciones este y sur sobre el octavo piso. Entre el primer y el octavo piso, los muros este y sur eran muros de ladrillo de carga. La pared de ladrillos del sur tenía un grosor de 1,2 m para evitar que el fuego se extendiera al edificio Schermerhorn en el sur. En el momento de la construcción del edificio, el espesor de un muro cortina se limitó a 810 mm, imponiendo una fuerza de 120.000 kg / m sobre los cimientos. Si las paredes hubieran soportado cargas, entonces habrían necesitado tener un grosor de 2.100 mm, imponiendo una fuerza de 220.000 kg / m sobre los cimientos. Debido al uso de muros cortina que no soportan carga, se proporcionaron 8.1 m² adicionales de espacio utilizable en el ancho de cada bahía de 6,1 m, lo que resultó en una ganancia de 2.000 dólares por año del alquiler del espacio adicional. Los costos de la fundación también se redujeron, altaunque el uso de un marco de acero anuló algunos de los ahorros de costos, ya que el acero era un poco más costoso que la mampostería. El uso de muros cortina y de carga no era común en el momento de la construcción del edificio.

#### Interior
El American Surety Building tenía más de 400 habitaciones al finalizar, a las que se accede por seis ascensores y una escalera de caracol. Los ascensores se movían a 120 m / min, lo que entonces se consideró muy rápido. Había dos tanques de agua, uno en cada piso 10 y 21, que tenían una capacidad acumulada de 190.000 litros y suministraban agua a las mangueras de incendios en cada piso. El piso 21 se utilizó únicamente como piso de servicio. El tanque del décimo piso se utilizó para reducir la presión máxima de agua en las tuberías del American Surety Building.
Cuando se amplió el edificio en 1920, se añadió un penthouse de dos pisos, con 600 m² de espacio para restaurantes en cada piso. El espacio de alquiler del primer al séptimo piso se amplió de 401.0 a 1,114.8 m², y por encima del séptimo piso, el espacio de alquiler se expandió a 1,000 m². El edificio ampliado tenía diez ascensores agrupados en el lado norte del edificio, así como dos escaleras en las esquinas noroeste y sureste.
El vestíbulo tiene un artesonado negro y dorado con un friso de centauro bebé. El nivel del suelo contiene una gran galería abierta con techos de 9,1 m. Anteriormente existía una sala bancaria a nivel de la calle, que contenía un techo de pan de oro sostenido por cuatro pilares de mármol. Esta sala bancaria se eliminó en una renovación de la década de 1970 y se reemplazó con la galería abierta.

## Historia

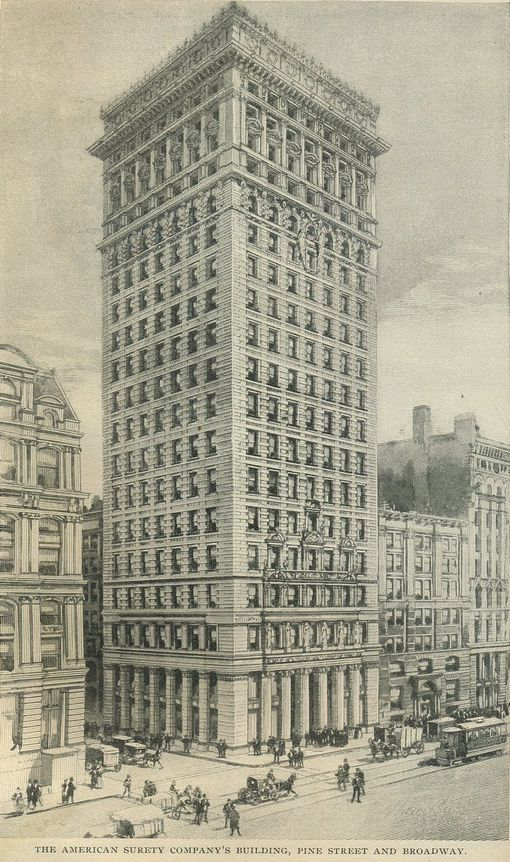
Dibujo de 1898 del edificio

A finales del siglo XIX, las empresas de seguros de vida fueron algunas de las primeras en construir rascacielos de alto perfil. En el momento de la construcción del American Surety Building, las compañías de seguros de vida generalmente tenían sus propios edificios para sus oficinas y sucursales. Según el escritor de arquitectura Kenneth Gibbs, estos edificios permitieron a cada empresa individual inculcar "no solo su nombre, sino también una impresión favorable de sus operaciones" en el público en general. Esta había sido una tendencia desde 1870, con la finalización del antiguo edificio Equitable Life justo al norte del sitio de American Surety.
En la segunda mitad del siglo, muchas empresas del distrito financiero estaban desarrollando estructuras al norte del tradicional centro de comercio del barrio en Wall Street. Para 1865, el tramo de tres cuadras de Broadway entre Liberty y Wall Street tenía siete edificios para bancos o compañías de seguros, incluido el Edificio Continental Insurance Company en 100-102 Broadway, en el futuro sitio del American Surety Building. Las compañías de seguros contra incendios también establecieron edificios en Pine Street. La American Surety Company era una de las empresas de seguros ubicadas en el distrito financiero, y se estableció en 1881 en 160 Broadway.

### Construcción y uso temprano
La American Surety Company compró dos lotes en Broadway y Pine Street en 1893: un lote en forma de L con fachada en ambas calles y otro lote en la esquina. El precio de este último, 400.000 dólares, equivalente a 10.475.524 dólares en 2019 [d], fue el precio más alto jamás pagado por una propiedad de Broadway en ese momento. El mismo año, la compañía anunció que quería construir una torre de oficinas centrales de 15 a 20 pisos, que se construiría en su lote de 30 por 26 m. La empresa organizó un concurso de diseño arquitectónico, en el que se pidió a los concursantes que diseñaran un edificio para maximizar la cantidad de espacio que se podía alquilar, sin dejar de ser arquitectónicamente consistente en el exterior. Nueve arquitectos participaron en este concurso, incluidos Bruce Price, Napoleon LeBrun, George B. Post, Carrère y Hastings y McKim, Mead & White. Se llevó a cabo un concurso separado para las figuras decorativas, que ganó Rhind.
En febrero de 1894, la compañía anunció que Price había sido seleccionado para construir la sede de 20 pisos de Anerican Surety. El diseño de Price requería un edificio relativamente simple con techo plano y se inspiró en su encargo anterior para 280 Broadway. Esto atrajo a la American Surety Company, porque supuestamente el sitio había costado 1.435 millones de dólares y la compañía planeaba gastar otros 1,25 millones en construcción. El costo aún era relativamente alto; Price había convencido a la American Surety Company de que las cuatro fachadas debían decorarse debido a su alta visibilidad. Price había concebido el edificio como una torre, que veía como "la única solución artística al problema del alto diseño". Aunque el American Surety Building no era completamente independiente, al estar colindante con otras estructuras, tenía fachadas decoradas en los cuatro lados. En algún momento durante la construcción, los planos del edificio se modificaron para quetendría una historia 21. Price declaró posteriormente que había planeado agregar un techo piramidal de cinco pisos a sus planes, similar al Campanile de San Marcos en Venecia. El campanario, así como las ventanas progresivamente empotradas, se habían inspirado en un plan fallido para una estructura frente al Ayuntamiento, que habría albergado el New York Sun.
El trabajo en las fundaciones comenzó a principios de 1894 y se completó en noviembre de ese año. La cimentación tomó de ocho a nueve meses, lo que representa aproximadamente el cuarenta por ciento del tiempo total asignado para la construcción del edificio. El diseño de la cornisa del American Surety Building, que se proyectaba 1,5 m más allá de la línea del lote, llevó a una demanda presentada por John Jacob Astor, propietario del edificio Schermerhorn inmediatamente al sur y al este. Cuando Astor amenazó con construir un edificio de 22 pisos en mayo de 1896, cerrando las ventanas de estos lados, la American Surety Company alquiló el edificio Schermerhorn durante 99 años a un costo anual de 75.000 dólares (equivalente a 2.040.254 en 2019 [c]), lo que equivaldría a pagar el 5% de la valuación de 1,5 millones del edificio Schermerhorn cada año. Esto permitió a American Surety construir su cornisa según lo planeado. El edificio se completó en 1896 a un costo de $ 1,75 millones (equivalente a 48 millones en 2019 [c]), de los cuales el 10% se había gastado en trabajos subterráneos.

### Expansión y uso tempranos
La North American Trust Company fue uno de los primeros inquilinos del edificio, habiendo obtenido alojamiento en el American Surety Building en 1898. Otro inquilino temprano fue el Weather Bureau, que se mudó de sus cuartos anteriores en el Manhattan Life Building e instaló un poste de acero de 100 pies de alto (30 m) encima del American Surety Building. Tal como se construyó, había un conducto de aire entre los edificios American Surety y Schermerhorn; este conducto de aire provocó un incendio en 1901 que dañó las dependencias de la Oficina Meteorológica.

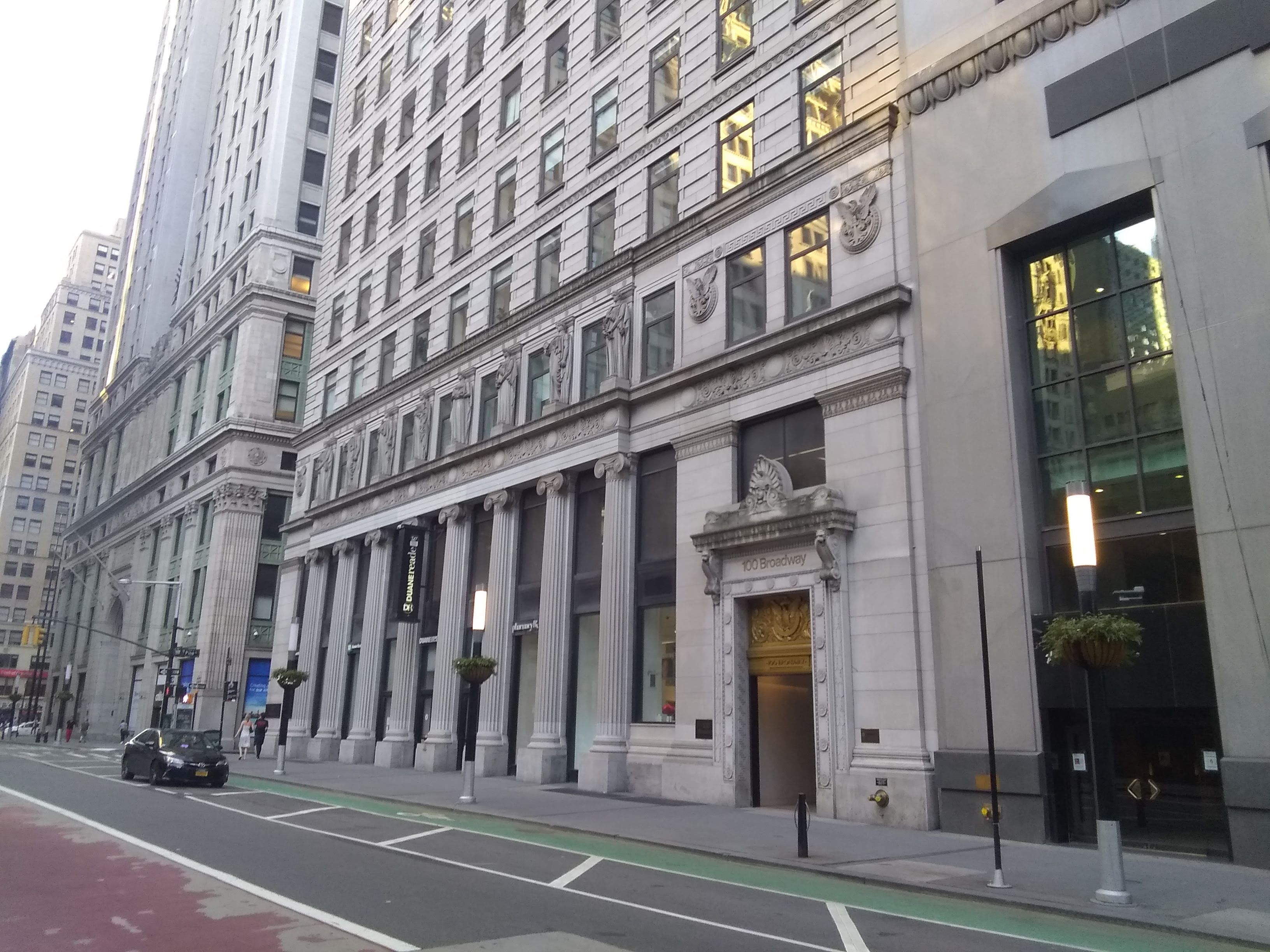
La base del edificio vista desde Broadway.

En abril de 1920, la American Surety Company indicó su intención de adquirir el edificio Schermerhorn, y reveló planes para un anexo de $ 2.5 millones al American Surety Building (equivalente a $ 25 millones en 2019 [c]) que estaría terminado en 1921. A continuación, la empresa compró el edificio Schermerhorn directamente por 1,5 millones de dólares y comenzó a trabajar en el anexo en mayo de 1920. Herman Lee Meader supervisó las alteraciones, mientras que Ernest R. Graham fue contratado como arquitecto consultor. El trabajo incluyó un nuevo anexo en forma de L que ensanchó el edificio en 12 m, el ancho de cuatro bahías, tanto en Pine Street como en Broadway. Meader agregó un eje de luz a lo largo de la nueva elevación sur, pero conservó la fachada original de Price. El trabajo también implicó la eliminación de los pisos y tabiques existentes, ya que los pisos superiores tendrían que ser más anchos que los pisos inferiores para alinearse con las paredes del edificio original, que retrocedieron gradualmente en cada piso. El pórtico de entrada en Broadway se trasladó al centro de la fachada; se eliminaron dos figuras de los pisos 14 y 15; y se agregó un penthouse de dos pisos. El New York Herald informó en julio de 1921 que la empresa había elegido un agente de arrendamiento para el anexo, y el trabajo se completó al año siguiente.

### Modificaciones más tardías
A mediados del siglo XX, uno de los inquilinos más importantes fue el Banco de Tokio, que primero ocupó el espacio en el American Surety Building en 1952 y se expandió a la sala de bancos del edificio y varios pisos durante la próxima década. El inversor inmobiliario Irving Brodsky compró el edificio en 1962, justo después de que American Surety Company se fusionara con Transamerica Corporation.
La Thomson Realty Company tomó posesión del edificio en 1973. Cuando el contrato de arrendamiento del banco expiró ese año, decidió firmar un contrato de arrendamiento a largo plazo y al mismo tiempo renovar el edificio. Después de que el Banco de Tokio firmó su contrato de arrendamiento, el banco contrató a Kajima International para restaurar 100 de los trece pisos más bajos de Broadway, utilizados por el Banco de Tokio, por 11 millones de dólares. Kajima instaló nuevos ascensores, sistemas mecánicos y ventanas de bronce. Además, los espacios bancarios y comerciales de la planta baja se reconfiguraron en una galería abierta, con la columnata protegiendo una pared de vidrio detrás. También se colocó una escultura de Isamu Noguchi, un romboide de aluminio de 5,2 m que pesaba 730 kg que fue instalada en el vestíbulo. Esta renovación se completó en 1975. El Banco de Tokio retiró la escultura de Noguchi en 1980 sin decírselo a Noguchi. A principios de la década de 1990, el Banco de Tokio dejó vacantes 14.000 m² de espacio que ocupaba en el número 100 de Broadway y se trasladó a 1251 Avenue of the Americas en Midtown Manhattan.
La Comisión para la Preservación de Monumentos Históricos de Nueva York designó el edificio como un símbolo de la ciudad en 1995. Después de que los atentados del 11 de septiembre de 2001 llevaron al derrumbe del World Trade Centerr cercano, el Borders Group reemplazó su World Trad destruidoe Sucursal del Centro con una librería de 3.300 m² en la base del American Surety Building, que se inauguró en 2003. El proyecto fue elogiado como uno de varios proyectos comerciales que contribuyeron al crecimiento económico en el Bajo Manhattan después de los ataques del 11 de septiembre. Madison Capital compró 100 Broadway a finales de 2010 y, poco después, la sucursal de Borders cerró después de que Borders Group se declarara en quiebra. La mayor parte del espacio comercial vacante fue finalmente ocupado en 2012 por Duane Reade, una farmacia y tienda de conveniencia. TD Ameritrade ocupó el espacio restante en 2013, y el mismo año, Northwood Investors compró el edificio por 150 millones de dólares.

## Recepción crítica
El American Surety Building se erigió en un momento en que los edificios generalmente no se elevaban a más de 10 u 11 pisos, y cuando los rascacielos eran generalmente criticados. El crítico de arquitectura Russell Sturgis elogió la columnata de la planta baja en 1899 como "una adaptación magistral de las formas más hermosas de la antigüedad" reforzada por las pilastras en Pine Street y Broadway. Cuando Price murió en 1903, The Brickbuilder describió el American Surety Building como "sin duda el edificio alto más interesante del país". El crítico de arquitectura Montgomery Schuyler dijo en 1913 que el diseño del edificio fue uno de los primeros en utilizar "la analogía de la columna" que se hizo popular a principios del siglo XX. Después del proyecto de modernización de 1975, la crítica Ada Louise Huxtable llamó a 100 Broadway "uno de esos hitos durmientes (no designados) de los cuales Nueva York tiene muchos más de los que nadie se da cuenta: un rascacielos primitivo excepcionalmente bueno".